# Phyllonorycter hancola
Phyllonorycter hancola là một loài bướm đêm thuộc họ Gracillariidae. Loài này có ở Nhật Bản (Hokkaidō, Honshū) và vùng Viễn Đông Nga.
Ấu trùng ăn Alnus hirsuta và Alnus japonica. Chúng ăn lá nơi chúng làm tổ.